# Gericht Röllshausen
Das Gericht Röllshausen war ein vom 14. Jahrhundert bis zum 16. Jahrhundert bestehender Verwaltungs- und Gerichtsbezirk des Klosters Haina, der Adelsfamilie Rückershausen, der Schwertzell und der Landgrafschaft Hessen.
Röllshausen war alter fuldischer Besitz. 1255 wurde Arnold von Rückershausen mit dem erblichen Meieramt belehnt. Im Rahmen der Territorialisierung entstand im 14. Jahrhundert das Gericht Röllshausen. Es umfasste neben Röllshausen noch Schönberg, Salmshausen und Röllhausen (Wüstung). Bereits Ende des 13. Jahrhunderts hatte Fulda seine Güter im Gericht an das Kloster Haina verkauft. Das Kloster Haina erwarb einige Anteile am Gericht von der Ganerbenschaft, Hessen erwarb 1343 von Heinrich von Rückershausen ein Drittel der Gerichtes. Zwischen dem Kloster Haina und der Familie Rückershausen kam es zu einem Streit bezüglich der Gerichtsausübung, der 1430 mit einem Vergleich beendet wurde.
1551 starb eine der beiden Linien der Familie von Rückershausen mit Helwig von Rückershausen im Mannesstamm aus. Die Abtei Fulda bestätigte aber die Weiterführung des Lehens für eine Hälfte des Gerichtes an dessen Schwiegersohn Hartmann Schleier. 1576 starb auch die andere Linie von Rückershausen aus. Auch hier erhielt der Schwiegersohn von Schwertzell die Bestätigung als Lehnsnehmer. Damit war das Gericht Kondominium zwischen Schleier, Schwertzell und Hessen. 1606 verkaufte Christoph Schleier sein Drittel an den hessischen Landgrafen. Im Laufe des 16. Jahrhunderts gelang es Hessen, die hohe Gerichtsbarkeit und Landeshoheit an sich zu bringen. In der Landgrafschaft Hessen wurde das Gericht Röllshausen dem Amt Neukirchen angegliedert.